# ویزیو
ویزیو (انگلیسی: Vizio) یک شرکت خصوصی تولیدکننده لوازم الکترونیکی در آمریکا است.
این شرکت که در سال ۲۰۰۲ تأسیس شده و مقر آن در ارواین، کالیفرنیا قرار دارد در زمینه تولید سیستم‌های صدای فراگیر، تجهیزات تلویزیون وضوح‌بالا، ال‌سی‌دی، لپ‌تاپ، رایانه رومیزی و تجهیزات مخابرات فعالیت دارد.